# داتاسار
داتاسار (به لاتین: Dattasar) یک روستا در بنگلادش است که در استان باریسال و در ناحیه باریسال واقع شده است.